# Радоничи (община Пале)
Радоничи (на сръбски: Радоњићи) е село в Босна и Херцеговина, разположено в община Пале, в ентитета на Република Сръбска. Населението му според преброяването през 2013 г. е 64 души, от тях: 64 (100 %) сърби.

## Население
Численост на населението според преброяванията през годините:
- 1961 – 71 души
- 1971 – 54 души
- 1981 – 31 души
- 1991 – 38 души
- 2013 – 64 души